# Denis Bergeron
Denis Bergeron, né le 9 février 1956 à Repentigny, au Canada est un astronome amateur canadien, gardien animalier de profession.

## Biographie
Le Centre des planètes mineures le crédite de la découverte de deux astéroïdes, effectuée entre 1999 et 2000.
| (45580) Renéracine | 10 février 2000 |
| (74503) Madola     | 23 février 1999 |